# Endasys cnemargus
Endasys cnemargus là một loài tò vò trong họ Ichneumonidae.